# 鳳翔区
鳳翔区（ほうしょう-く）は中華人民共和国陝西省宝鶏市に位置する市轄区。

## 地理
鳳翔区は陝西省西部に位置する。全区の標高は595-1678メートルの間で、最低点は長青小道で最高点は為老爺嶺の主峰で、区城鎮所在地では標高800メートルである。年平均降水量は610ミリ、無霜期間は207日。渭河水系の雍水河・横水河など25本の川が流れる。

## 歴史
前677年、秦の首都である雍城が設置された。前350年（秦の孝公12年）、雍城に雍県が設置された。757年（至徳2載）、唐により雍県は天興県と改称され、鳳翔府の府治とされた。1179年（大定19年）、金により天興県は鳳翔県と改称された。2021年1月29日に市轄区の鳳翔区に改編され現在に至る。

## 行政区画
- 鎮:城関鎮、虢王鎮、彪角鎮、横水鎮、田家荘鎮、糜桿橋鎮、南指揮鎮、陳村鎮、長青鎮、柳林鎮、姚家溝鎮、范家寨鎮

## 産業
長青鎮に東嶺集団鉛・亜鉛精錬公司がある。この鉛精錬工場は、長青鎮他1村の子供たちに集団鉛中毒が発生している問題の汚染源とみられている。

## 交通

### 道路
- 高速道路
  -  銀昆高速道路
  -  菏宝高速道路（中国語版）
- 国道
  - G244国道（中国語版）
  - G344国道（中国語版）

## 観光
- 鳳翔東湖 - 蘇軾による修築
- 秦公一号大墓
- 秦穆公墓
- 金馬山石窟